# Canal da Tailândia

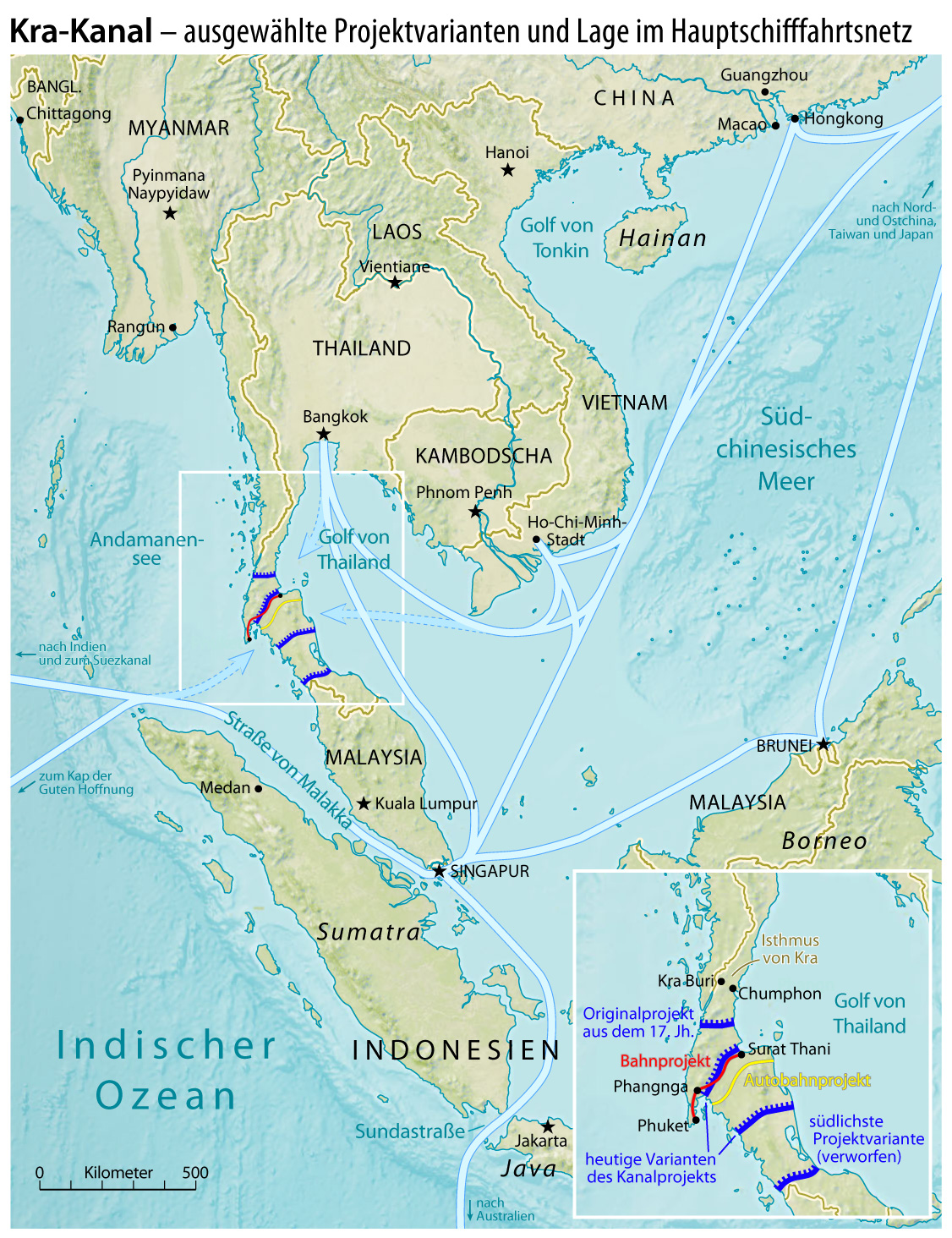
Mapa mostrando as rotas propostas para o canal da Tailândia

O canal da Tailândia, também conhecido como canal do Kra ou canal do istmo de Kra, é um proposto canal que ligaria o golfo da Tailândia ao mar de Andamão através do istmo de Kra, que se localiza no sul da Tailândia. A construção desse canal visa melhorar o transporte marítimo nesta região, algo similar ao canal do Panamá e ao canal de Suez.
O canal proporcionaria uma alternativa para o trânsito pelo estreito de Malaca e encurtaria os embarques de petróleo para o Japão e a China em 1 200 km.

## História
A ideia de construir um canal ligando o mar de Andamão ao golfo da Tailândia através do istmo de Kra não é nada recente, na verdade o projeto foi primeiramente idealizado pelo rei tailandês Narai, ainda no século XVII. No início do século XIX a Companhia Britânica das Índias Orientais demonstrou interesse em executar o projeto. A ideia do canal foi revisitada várias vezes ao longo dos séculos mas nada foi feito em razão dos altos custos e das dificuldades técnicas envolvidas na construção de uma obra tão grande.
Mais recentemente a China tem se interessado em financiar a construção como parte integrante de sua estratégia do colar de pérolas que tem como objetivo criar uma espécie de "rota da seda do século XXI".
Em fevereiro de 2018, o primeiro-ministro da Tailândia, Prayut Chan-o-cha, declarou que o canal não era uma prioridade do governo. No entanto, em 16 de janeiro de 2020, a Câmara dos Representantes da Tailândia concordou em criar um comitê dentro de 120 dias para estudar o projeto do canal da Tailândia.